# Коваль, Михаил Васильевич
Михаи́л Васи́льевич Кова́ль (укр. Михайло Васильович Коваль; 11 июня 1933, Киев, УССР — 15 сентября 2001, Киев, Украина) — советский и украинский военный историк, доктор исторических наук, профессор. Главный редактор «Украинского исторического журнала».

## Биография
Родился в семье военнослужащих. В 1957 году окончил учёбу на историко-философском факультете Киевского государственного университета. Был членом КПСС с 1960 года. С 1961 года и до конца жизни проработал научным сотрудником Института истории АН УССР. В этом же институте защитил кандидатскую диссертацию на тему «Украинская культура в период Великой Отечественной войны (1941—1945 гг.)». В 1975 году прошла защита докторской диссертации под названием «Общественно-политическая деятельность трудящихся Украины в период Великой Отечественной войны».
В 1983-1995 годах профессор в Киевском педагогическом университете. В институте истории Украины с 1987 по 2000 год занимал должность заведующего отделением истории Украины периода Второй мировой войны.
Основным научным интересом являлась тема истории и культуры Украины и украинцев в годы Великой Отечественной войны.

## Издательская и редакторская деятельность
В 1957—1961 годах проработал в издательстве Академии наук УССР. С 1972 года занимал должность заместителя главного редактора «Украинского исторического журнала», а с 1988 по 1994 год был главным редактором этого журнала. В 1997 году был основателем и ответственным редактором, а потом заместителем редактора научного сборника «Страницы военной истории Украины».

## Награды и звания
- Лауреат Государственной премии УССР в области науки и техники (1970);
- Почётная грамота президиума АН УССР (1983);
- Медаль «В память 1500-летия Киева»;
- Заслуженный деятель науки и техники Украины (1996).

## Список основных работ

### Книги
- Зинченко Ю. И., Коваль М. В., Кучер В. И. и др. Общественно-политическая жизнь трудящихся Украины в годы Великой Отечественной войны: сборник научных трудов. — К.: Наукова думка, 1988. — 231 с.
- Коваль М. В. Борьба населения Украины против фашистского рабства. — К.: Наукова думка, 1979. — 136 с.
- Коваль М. В. Україна: 1939—1945: Маловідомі і непрочитані сторінки історії. — К.: НАН України, 1995. — 192 с.
- Коваль М. В. Україна в Другій і Великій Вітчизняній війнах (1939—1945 pp.). — К.: Альтернативи, 1999. — 336 с.
- Коваль М. В. Україна у другій світовій і Великій Вітчизняній війнах (1939—1945 pp.): Спроба сучасного концептуального бачення. — К.: Інститут історії України АН України, 1994. — 57 с.

### Учебный материал
- Коваль М. В., Кульчицький С. В., Курносов Ю. А. История Украины: Пробное учебное пособие для 10-11 кл. средней школы. — К.: Освіта, 1994. — Ч. 1. — 256 с.; Ч. 2. — 144 с.
- Коваль М. В., Кульчицкий С. В., Курносов Ю. А., Сарбей В. Г., Смолий В. А. Программа по истории Украинской ССР, 8-11 кл. — К.: Радянська школа, 1990. — 48 с.
- Коваль М. В., Кульчицкий С. В., Курносов Ю. О., Сарбей В. Г. История Украины. Пробное учебное пособие для 10-11 кл. средней школы. — К.: Освіта, 1991. — 368 с.
- Коваль М. В., Кульчицький С. В. Довідник з історії України. — К.: Україна, 1996. — 464 с.
- Коваль М. В., Кульчицький С. В., Курносов Ю. О. Історія України. Пробний підручник для 10-11 кл. / Вид. 2-е. — К.: Освіта, 1994. — Ч. І. — 256 с.; Ч. 2. — 112 с.
- Коваль М. В., Кульчицький С. В., Курносов Ю. О. Історія України: Матеріали до підручника для 10-11 кл. середньої школи. — К.: Райдуга, 1992. — 512 с.
- Коваль М. В., Кульчицький С. В., Курносов Ю. О. Історія України: Пробний підручник для 10-11 кл. середньої школи. — К.: Освіта, 1993. — Ч. 1. — 256 с; Ч. 2. −112 с.
- Коваль М. В., Кульчицький С. В., Курносов Ю. О., Сарбей В. Г. Історія України. Пробний навчальний посібник для 10-11 кл. — К.: Радянська школа, 1991. — 336 с.
- Коваль М. В., Кульчицький С. В., Лебедєва Ю. Історія України: Підручник для 10 кл. середньої школи. — К.: Освіта, 1998. — 288 с.
- Коваль М. В., Кульчицький С. В., Лебедєва Ю. Історія України: Підручник для 11 кл. середньої школи. — К.: Освіта, 2000. — 368 с.
- Коваль М. В., Курносов Ю. О., Сарбей В. Г., Смолій В. А. Програма для шкіл з поглибленим вивченням історії. Історія України. — К.: Перун, 1996. — 38 с.

### Статьи
- Коваль М. В. 1941 рік. Проблеми історичної пам’яті // Український історичний журнал. — 2001. — Вип. 3. — С. 69—91.
- Коваль М. В. Визволення України від нацистських окупантів: погляд через півстоліття // Україна у другій світовій війні: уроки історії та сучасність. — К., 1995. — С. 7—14.
- Коваль М. В. Доля української культури за «нового порядку» (1941—1944 рр.) // Український історичний журнал. — 1993. — №. 11—12. — С. 15—38.
- Коваль М. В. Друга світова війна та історична пам’ять // Український історичний журнал. — 2000. — Вип. 3. — С. 3—21; 2000. — Вип. 4. — С. 3—19.
- Коваль М. В. Історія війни і війна проти історії // Вітчизна. — 1995. — № 5—6.
- Коваль М. В. Нацистський геноцид щодо євреїв та українське населення (1941—1944 рр.) // Український історичний журнал. — 1992. — №. 2. — С. 25—32.
- Коваль М. В. Подвиг жінок Радянської України у Великій Вітчизняній війні (1941—1945 рр.) // Український iсторичний журнал. — 1975. — №. 12. — С. 34—46.
- Коваль М. В. Політика проти історії: українська історична наука в Другій світовій війні й перші повоєнні роки // Український історичний журнал. — 2002. — №. 1. — С. 3—26.
- Коваль М. В. Початок німецької агресії та прикордонні бої на території України в світлі нових документів // Сторінки історії України XX ст. — К., 1992.
- Коваль М. В. «Просвіта» в умовах «нового порядку» (1941—1944 рр.) // Український історичний журнал. — 1995. — №. 2. — С. 37—42.
- Коваль М. В. Трагедия Бабьего Яра: история и современность // Новая и новейшая история. — 1998. — №. 4. — С. 14—28.
- Коваль М. В. Українська культура та її діячі в політиці нацистських колонізаторів // Український історичний журнал. — 1993. — №. 9. — С. 13—28.
- Коваль М. В. Українська РСР у період відбудови і розвитку народного господарства (1945—1959) // Український історичний журнал. — 1990. — Вип. 4. — С. — 1990. — С. 80—87.
- Коваль М. В. Фашистская политика духовного, морально-политического подавления населения Украины и её крах (1941—1944) // Общественно-политическая жизнь трудящихся Украины в годы Великой Отечественной войны. — К.: Наукова думка, 1988. — С. 146—202.
- Коваль М. В., Медведок П. В. Фольксдойче в Україні (1941—1944 рр.) // Український історичний журнал. — 1992. — Т. 5. — С. 15—27.